# Азбучна війна
«Азбучна війна», також використовувалась назва «азбучна завірюха» — суперечки української громадськості Галичини в XIX ст. щодо спроб латинізувати українську абетку.

## Історія
Ця назва, можливо, є пізнішою калькою з позначення дискусій, які точилися на початку 1830-х років щодо правопису словенської мови ― термін «азбучна війна» (нім. ABC-Krieg) вперше був вжито М. Чопом в однойменній статті, яка вийшла друком 27 липня 1833 року у журналі «Illyrisches Blatt». Досі не з'ясовано, хто і коли вперше застосував цей термін в контексті мовно-правописних дискусій в Галичині.
Перший етап «азбучної війни» розпочався 1834 року після оприлюднення праці Й. Лозинського, в якій стверджувалося, що латинські букви, на відміну від «мертвої» кирилиці, можуть повніше і точніше відобразити характер української мови. Другий її етап розпочався 1859 року після публікації пропозицій Й. Їречека про введення української писемності на основі чеського алфавіту. Обговорення алфавітного питання тривало аж до 1880-х років, але не завжди публічно.
Конкуренція кирилиці і латиниці набула рис міжнаціональної конфронтації між поляками і українцями, оскільки для останніх кирилиця була символом власної ідентичності ― спочатку релігійної, адже кирилиця пов'язувалася зі східним богослужбовим обрядом, а потім національної. Обидві сторони не враховували той факт, що латиниця значно точніше передавала особливості західноукраїнського мовлення.
Попри свій невеликий масштаб, «азбучна війна» дещо пожвавила культурне життя Галичини та стала важливою подією як у науковому, так і у суспільно-політичному вимірі.
З одного боку, «азбучна війна» стала однією з передумов активізації українського національного руху в Галичині, консолідації сил в боротьбі зі спробами полонізації, розвитку національної культури, а з іншого ― замкнула його на мовному питанні, що посприяло підвищенню інтересу освічених верств населення до вивчення живої народної мови і усвідомлення етнічної єдності українського населення Австро-Угорщини і Російської імперії, але відволікало діячів українського національного руху від вирішення інших проблем.
«Азбучна війна» сприяла зародженню русофільства і українофільства в Галичині. Русофіли вважали, що впровадження латиниці мало за мету знищення «загальноросійської єдності» українців, білорусів і росіян, яке, на їхню думку, забезпечувалося через використання кирилиці. Прихильники латиниці відокремлювали церковнослов'янську мову від живої народної, тим самим ставши попередниками українофілів ― прихильників розвитку української мови на народній основі.

## Перший спалах

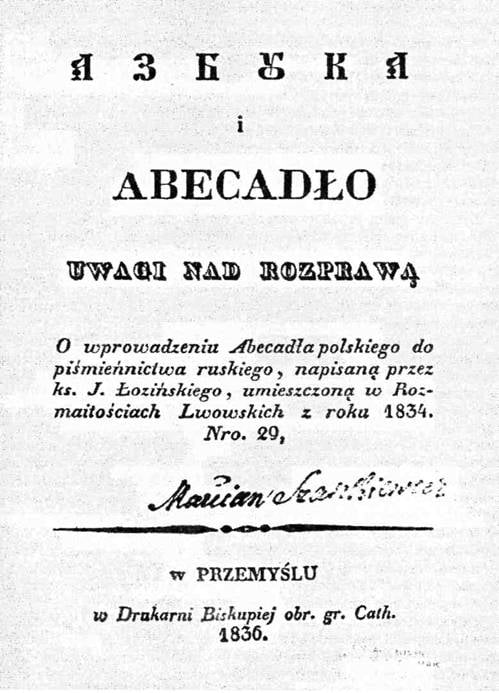
Азбука і Abecadlo полемічний твір М Шашкевича проти латинки виданий у Перемишлі в 1836 р.

Прологом «азбучної війни» став вихід друком 1833 року книги Вацлава Залеського «Руські та польські пісні галицького народу» (пол. «Pieśni polskie i ruskie ludu galicyjskiego»), яка була збіркою як польських, так і українських народних пісень, надрукованих з використанням польських літер. У вступі до книги він висловлював надію, що незабаром всі слов'янські народи перейдуть на латинку і через це приєднаються до європейської літератури. Для Залеського кирилиця була культурним маркером, який відокремлював європейську культуру від неєвропейської.
Перший спалах «азбучної війни» був спричинений появою 1834 року в львівському тижневику «Rozmaitości Lwowskie» публікації Йосипа Лозинського «Про впровадження польської азбуки в руську писемність» (пол. «O wprowadzeniu abecadła polskiego do piśmiennictwa ruskiego»), в якій він під впливом Залеського і Е. Копітара запропонував заміну невідповідної фонетичній системі української мови «мертвої» кирилиці польським алфавітом (абецадло). Абецадло, на його погляд, було раціональнішим, пристосованішим до повсякденного використання і навчання читання і письма. Для наочного переконання в доцільності переходу на латиницю він 1835 року видав свою етнографічну працю «Руське весілля» (Ruskoje wesile), надруковану латинськими буквами.
Українські дослідники XX—XXI століть погоджуються з думкою Маркіяна Шашкевича про те, що латинізація українського алфавіту призвела б до відриву Західної України від Східної. Ймовірно, це перешкодило б збереженню єдності процесу розвитку української культури на землях, що входили до складу Австро-Угорщини і Російської імперії, і посилило б загрозу культурної асиміляції українців.
Ця пропозиція Лозинського зазнала гострої критики, в тому числі з боку «Руської трійці» (брошура Маркіяна Шашкевича «Азбука i Abecadło», 1836), а також Д. Зубрицького («Апологія кирилиці або руської абетки», пол. «Apologia cyryliki czyli Azbuki ruskiej»), який першим виступив проти Лозинського, і Й. Левицького («Відповідь на пропозицію про впровадження польської азбуки в руську писемність», пол. «Odpowiedź na zdanie o zaprowadzeniu abecadła polskiego do piśmiennictwa ruskiego», 1834). Брошура Шашкевича відіграла ключову роль в завершенні першої «азбучної війни». Відповіді Лозинського на критику відхилив цензор, вперше їх оприлюднив О. Маковей 1903 року.
З іншого боку, спроби впровадження латиниці підтримали деякі польські письменники, наприклад, В. Залеський, А. Бельовський, А. Домбчаньський і Л. Семеньський.

## Другий спалах

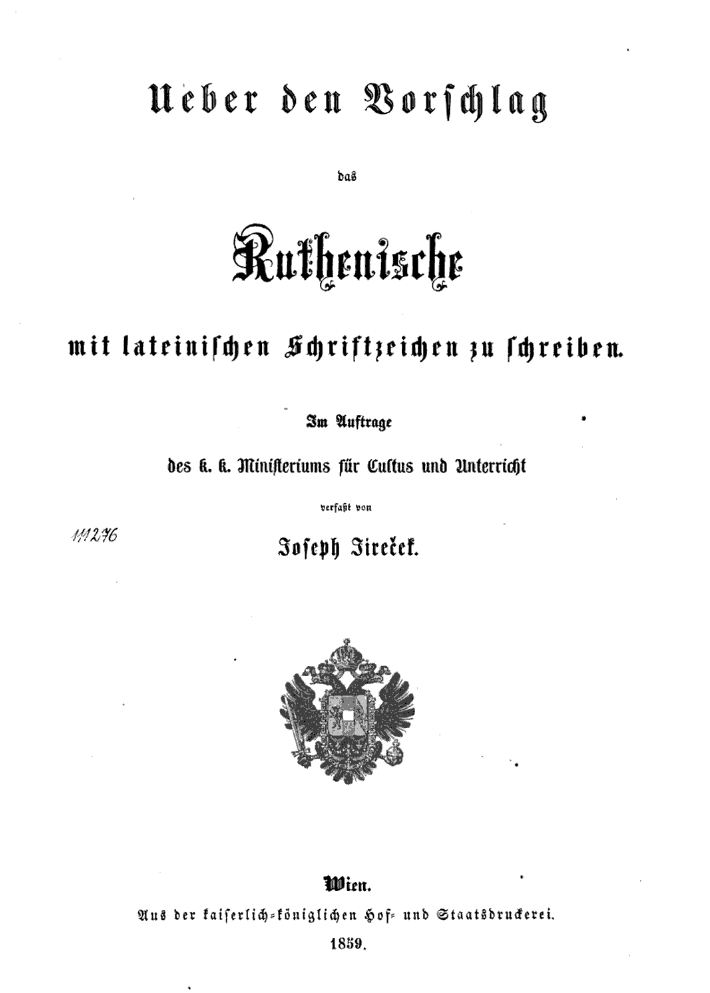
«Пропозиція» Їречека, видана 1859 року у Відні.

Другий спалах Азбучної війни спричинила спроба намісника (губернатора) Галичини Аґенора Ромуальда Ґолуховського 1859 р. запровадити в українських школах латинку, розроблену чеським філологом Йосифом Їречеком на основі чеської абетки.
Проти реформи виступили як москвофіли (серед них Богдан Дідицький), так і ті інтелігенти, що висловилися схвально про сам проєкт Їречека (вже згаданий мовознавець Йосип Лозинський та греко-католицький митрополит Львова Спиридон Литвинович голосували проти введення латинки, вважаючи цю зміну політичним та культурно шкідливим для українців актом). Протести підтримали також інші славісти з Австрії, зокрема Франц Міклошич та навіть тесть Їречека — Павел Шафарик. На закиди щодо невідповідності церковнослов'янського письма новій українській мові, вони пропонували реформувати кирилицю «за зразком Караджича».
Хвиля протестів була винятково сильною (так званий «другий спалах азбучної війни»), тому міністерська комісія 1861 року забракувала проект (7 голосів проти 2, ще двоє утрималися). Як наслідок австрійське міністерство відмовилося від подальшого впровадження латинки.
Проте тривалий час по тому діяла цісарська постанова від 10 квітня 1861, згідно з якою, адміністрація та суди Австрійської імперії не мусили, але могли вживати в україномовних документах кирилицю. Таке формулювання дозволяло галицьким органам влади (укомплектованим здебільшого поляками) ігнорувати кирилицю в україномовних документах.